# Pionki
Pour les articles homonymes, voir Pionki (homonymie).
Pionki (prononciation : [ˈpʲɔŋkʲi]) est une ville du powiat de Radom dans la voïvodie de Mazovie, dans le centre de la Pologne
Elle est une ville-powiat et (chef-lieu) et de la gmina de Pionki.
La ville est située à environ 20 kilomètres de Radom et 105 kilomètres de Varsovie (capitale de la Pologne).
Sa population s'élevait à 19 702 habitants en 2011.

## Histoire
Établie au XVIIIe siècle, Pionki obtient le statut de ville en 1954.

## Économie
Une usine de munitions y est implantée. Auparavant nommée ZPS Pionki, elle devient une filiale de Mesko en 2014 et fabrique des obus.

## Personnalités liées
- Paweł Jaroszek, patineur de vitesse y est né en 1972